# یاسر باصهی
یاسر باصهی (انگلیسی: Yasser Basuhai؛ زادهٔ ۲۷ مارس ۱۹۷۹) بازیکن فوتبال اهل یمن بود.
وی همچنین در تیم‌های ملی فوتبال زیر ۲۳ سال یمن و یمن بازی کرده است.